# Тарлыковское муниципальное образование
Тарлыковское муниципальное образование — сельское поселение в Ровенском районе Саратовской области Российской Федерации.
Административный центр — село Тарлыковка.

## История
Статус и границы сельского поселения установлены Законом Саратовской области от 29 декабря 2004 года № 115-ЗСО «О муниципальных образованиях, входящих в состав Ровенского муниципального района».

## Население
| 2010  | 2011  | 2012  | 2013  | 2014  | 2015  | 2016  |
| ----- | ----- | ----- | ----- | ----- | ----- | ----- |
| 1824  | ↗1829 | ↗1865 | ↗1889 | ↗1909 | ↗1949 | ↗1981 |
| 2017  | 2018  | 2019  | 2020  | 2021  |       |       |
| ↗1994 | ↗2029 | ↗2037 | ↘2034 | ↘1749 |       |       |

## Состав сельского поселения
| № | Населённый пункт | Тип населённого пункта       | Население |
| - | ---------------- | ---------------------------- | --------- |
| 1 | Скатовка         | село                         | ↗799      |
| 2 | Тарлыковка       | село, административный центр | ↘727      |
| 3 | Чкаловское       | село                         | ↘298      |